# Freddie Francis
Frederick William "Freddie" Francis (22 de diciembre de 1917 – 17 de marzo de 2007) fue un director de fotografía inglés y director de cine.
Alcanzó su mayor éxito como director de fotografía, incluyendo dos Premios de la Academia, por Hijos y amantes (1960) y Glory (1989). Como director,  se convirtió en figura de culto gracias a su asociación con las productoras británicas Amicus y Hammer Productions en los '60 y '70.

## Carrera y comienzos
Nacido en Islington en Londres, Inglaterra, Francis se encaminó primeramente en la carrera de ingeniería. En la escuela, por una redacción sobre películas del futuro, ganó una beca para el politécnico de la Universidad del Norte de Londres en la ciudad de Kentish. Abandonó los estudios a los 16 años, y pasó a trabajar como aprendiz con el fotógrafo Louis Prothero. Freddie se quedó con él durante seis meses. Durante ese período de tiempo ellos realizaron fotografías para una película de Stanley Lupino filmada en Ealing. Esto lo llevó a convertirse en claquetista, ayudante de cámara y foquista. Su primera película como claquetista fue The Marriage of Corbal. 
En 1939, Francis entró en el Ejército, donde pasó los siguientes siete años. Finalmente fue seleccionado como operador de cámara y director en la Unidad Kinematográfica del Ejército (Army Kinematograph Unit) en Wembley, donde trabajó en muchas películas de práctica. Sobre esto, Francis dijo: «La mayor parte del tiempo estaba con varias unidades de filmación dentro del servicio y así conseguí un poco de experiencia en todas las clases de trabajo, incluyendo operador de cámara y editando y, generalmente, siendo un comodín.» 
A su regreso a la vida civil, Francis pasó los 10 años siguientes trabajando como operador de cámara. Entre las películas en que trabajó durante este periodo figuran El libertador (1950), Los cuentos de Hoffmann (1951), La burla del diablo (1953), y Moby Dick (1956);  fue colaborador frecuente de los directores de fotografía Christopher Challis (nueve películas) y Oswald Morris (cinco películas). Su primera colaboración con Morris fue Golden Salamander (La salamandra de oro).
Estuvo en la segunda unidad de Moby Dick. Entonces continuó hasta convertirse en director de unidad principal de fotografía en A Hill in Korea, filmado en Portugal. Fotografió películas prestigiosas como Un lugar en la cumbre (1959), Sábado noche, domingo por la mañana (1960), Hijos y amantes (1960), y The Innocents (1961), considerada como una de las mejores en que participó.
Francis recibió muchos premios de la industria, incluyendo, en 1997, un premio internacional de la American Society of Cinematographers, y, en 2004, el premio especial de la BAFTA.

## Carrera como director
Siguiendo su Premio de la Academia por Hijos y amantes, Francis empezó su carrera como director de largometrajes. Su primera película como director fue Two and Two Make Six en 1962. Durante los 20 años siguientes, Francis trabajó continuamente como director de películas de bajo presupuesto, la mayoría de ellas en los géneros de terror o thriller-psicológico.
Empezando en 1963 con Paranoiac, Francis hizo numerosas películas para Hammer durante los '60 y '70. Estos films incluyen thrillers como Nigthmare (1964) e Hysteria (1965), al igual que películas de monstruos como The Evil of Frankenstein (1964) y Drácula vuelve de la tumba (1968). Respecto a su aparente estandarización como director de estos tipos de películas, Francis dijo, "Yo le gusto más a las películas de terror de lo que las películas de terror me gustan a mí."
También en la década de 1960, Francis inició una prolongada relación con la Amicus, otro estudio, como Hammer, especializado en películas de terror. La mayoría de las películas que Francis hizo para Amicus fueron antologías como Dr. Terror's House of Horrors (1965), Torture Garden (1968) y Tales from the Crypt. También hizo dos películas para la Tyburn: The Ghoul (1975) y The Legend of the Werewolf (1975). Como director, Francis fue más competente, y sus películas de terror tuvieron un innegable estilo visual. Sin embargo, él se lamentaba no ser capaz de escabullirse del material de género como director.
En 1974 Francis dirigió Son of Dracula, con Harry Nilsson como protagonista y Ringo Starr como el Mago Merlín: considerada como una de las grandes "películas olvidadas", fracasó en su momento y se ha convertido en un film de culto.
De entre las películas que dirigió una de sus favoritas era Mumsy, Nanny, Sonny, and Girly (1970), una comedia negra sobre una familia aislada de clase alta cuyas relaciones y comportamientos vienen acompañados de consecuencias mortíferas. La película no fue muy bien recibida por las crítica, pero también se ha convertido en un film de culto menor entre sus seguidores.
En 1985, Francis dirigió The Doctor and the Devils, basada en los delitos de Burke y Hare.
La última película de Francis como director fue Dark Tower (1987) (sin ninguna relación con el libro de Stephen King). Francis pensó que fue mala debido a la pobreza de los efectos especiales y optó por no aparecer en los títulos de crédito. Su nombre fue sustituido por el de Ken Barnett. Francis aparece en el libro Conversations with Cinematographers (2012) de David A. Ellis, publicado por la editorial norteamericana Scarecrow Press.

## Regreso a la dirección de fotografía
Con El hombre elefante (1980), dirigida por David Lynch, Francis se encontró con el reconocimiento y el respeto de la crítica como director de fotografía. Durante la década de los 80 trabajó en películas como The Executioner's Song (1982), Dune (1984) y Gloria (1989), con la que ganó su segundo Premio de la Academia.
En 1991, Francis contribuyó con El hombre en la Luna así como la versión de Martin Scorsese de El cabo del miedo. Su última película como director de fotografía para David Lynch fue The Straight Story, filmada en Iowa en 23 días. Uno de sus operadores de cámara favoritos era Gordon Hayman. Hizo varias películas con él incluyendo la versión de El cabo del miedo y Glory, pero Hayman quedó fuera de los créditos de la segunda por equivocación.

## Vida personal
Freddie Francis se casó con Gladys Dorrell en 1940, con quien tuvo un hijo; en 1963 se casó con Pamela Mann Francis, con la que tuvo una hija y un segundo hijo.
Murió a los 89 años de edad como resultado de un golpe. Su hijo Kevin Francis es  productor cinematográfico.

## Filmografía seleccionada

### Como director de fotografía
- Mine Own Executioner (1947)
- Room at the Top (1958)
- Sons and Lovers (1960)
- Never Take Sweets from a Stranger (1960)
- The Innocents (1961)
- The Elephant Man (1980)
- The French Lieutenant's Woman (1981)
- Dune (1984)
- Glory (1989)
- Cape Fear (1991)
- The Man in the Moon (1991)
- School Ties (1992)
- Rainbow (1996)
- The Straight Story (1999)

### Como director
- The Evil of Frankenstein (Hammer Productions, 1963)
- La semilla del espacio (1963)
- Paranoiac (El alucinante mundo de los Ashby), 1963)
- Traitor's Gate (1964)
- Nightmare (El abismo del miedo, 1964)
- Dr. Terror's House of Horrors (Amicus Productions, 1965)
- The Skull (La maldición de la calavera), Amicus Productions, 1965)
- The Psychopath (El psicópata), Amicus Productions, 1966)
- The Deadly Bees (Amicus Productions, 1967)
- They Came From Beyond Space (Amicus Productions, 1967)
- Torture Garden (Amicus Productions, 1968)
- Drácula vuelve de la tumba (Hammer Productions, 1968)
- Trog (Producciones Herman Cohen, 1970)
- Mumsy, Nanny, Sonny y Girly (Brigitte, Fitzroy Filma Ltd, Ronald J. Kahn Producciones, 1970)
- Tales from The Crypt (Condenados de ultratumba, Amicus Productions, 1972)
- The Creeping Flesh (Tigon, 1973)
- Craze (Locura, 1973)
- Tales That Witness Madness (Las orgías de la locura (Tyburn Film Productions, 1973)
- The Ghoul (Tyburn Film Productions, 1975)
- The Doctor and the Devils (Brooksfilms, 1985)

## Premios y distinciones
Premios Óscar
| Año  | Categoría                         | Película          | Resultado |
| ---- | --------------------------------- | ----------------- | --------- |
| 1961 | Mejor fotografía - Blanco y negro | Hijos y amantes   | Ganador   |
| 1990 | Mejor fotografía                  | Tiempos de gloria | Ganador   |